# 戈斯蒂瓦尔

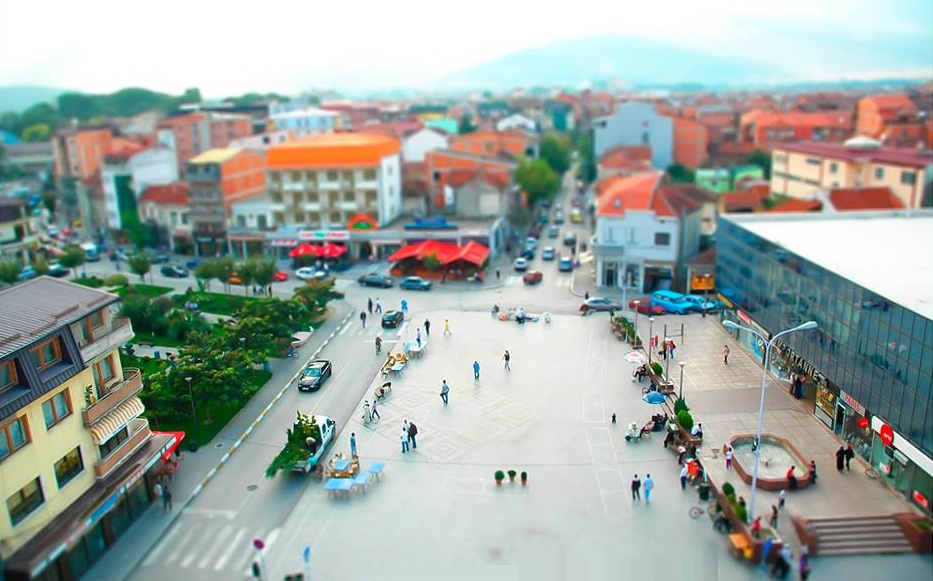
市容

戈斯蒂瓦尔（[ˈɡɔstivar]ⓘ），是北马其顿共和国西北部戈斯蒂瓦尔市镇内的城市及行政中心。总面积1.341平方公里，总人口81,042人（2013年），为该国最大的城市之一。
戈斯蒂瓦尔与泰托沃有高速公路相连，长约24公里。